# 在日ジョージア人
在日ジョージア人（ざいにちジョージアじん、グルジア語: ქართველები იაპონიაში）は、日本に一定期間在住するジョージア国籍の人々である。2015年4月までは、主に在日グルジア人（ロシア語: Грузины в Японии）と呼ばれていた。

## 統計
日本の法務省の在留外国人統計によると、2023年12月末時点で在日ジョージア人は99人である。
在留資格別（3位まで）
| 順位 | 在留資格                 | 人数 |
| ---- | ------------------------ | ---- |
| 1    | 留学                     | 30   |
| 2    | 技術・人文知識・国際業務 | 22   |
| 3    | 永住者                   | 21   |
| 3    | 特定活動                 | 7    |

都道府県別（3位まで）
| 順位 | 都道府県 | 人数 |
| ---- | -------- | ---- |
| 1    | 東京     | 30   |
| 2    | 兵庫     | 12   |
| 3    | 神奈川   | 10   |

## 著名人

### 大相撲力士
- 臥牙丸勝
- 黒海太
- 栃ノ心剛史

### 力士以外のスポーツ選手
- ニコロス・ツキティシュビリ
- ビターゼ・タリエル

### その他
- ティムラズ・レジャバ
- ダヴィド・ゴギナシュヴィリ